# Gauliga Sudetenland 1938/39
Die Gauliga Sudetenland 1938/39 war die erste Spielzeit der Gauliga Sudetenland des Fachamtes Fußball. In ihr spielten Vereine aus dem nach dem Münchner Abkommen annektierten Sudetenland. In dieser Saison wurde die Gauliga Sudetenland im K.-o.-System ausgespielt. Zuerst wurden in vier Bezirken Bezirksmeister ermittelt, die dann um die Gaumeisterschaft spielten. Die Gaumeisterschaft sicherte sich zum ersten Mal der Warnsdorfer FK nach einem 4:0-Sieg im Finale gegen den Teplitzer FK. Damit qualifizierten sich die Warnsdorfer für die deutsche Fußballmeisterschaft 1938/39, bei der sie in einer Gruppe mit dem Dresdner SC und dem 1. FC Schweinfurt 05 ohne Punktgewinn als Gruppenletzter ausschieden.

## Qualifikation

### Bezirk Nordwest – Gruppe I
1. Runde
|              | Ergebnis |                   |
| ------------ | -------- | ----------------- |
| DFK Bilin    | 2:3 A    | DSK Dux           |
| DFK Komotau  | 4:0      | DSV Saaz          |
| Teplitzer FK | 1:0      | DSK Schmiedelberg |

2. Runde
|                                  | Ergebnis |              |
| -------------------------------- | -------- | ------------ |
| DFK Bilin                        | 2:3      | Teplitzer FK |
| DFK Komotau erhielt ein Freilos. |          |              |

Bezirksmeisterschaft
| Datum        |             | Ergebnis |              | Ort     |
| ------------ | ----------- | -------- | ------------ | ------- |
| 5. März 1939 | DFK Komotau | 0:3      | Teplitzer FK | Gablonz |

### Bezirk Nordwest – Gruppe II
1. Runde
|                                                     | Ergebnis |                    |
| --------------------------------------------------- | -------- | ------------------ |
| DFK Aussig/Elbe                                     | 2:1      | SV Bodenbach       |
| DSB Schönpriesen                                    | w/o A    | DSB Schreckenstein |
| DSV Leitmeritz und DSV Pihanken erhielten Freilose. |          |                    |

2. Runde
|                 | Ergebnis |                    |
| --------------- | -------- | ------------------ |
| DFK Aussig/Elbe | 4:0      | DSB Schreckenstein |
| DSV Leitmeritz  | 7:1      | DSV Pihanken       |

Bezirksmeisterschaft
| Datum        |                 | Ergebnis |                | Ort    |
| ------------ | --------------- | -------- | -------------- | ------ |
| 5. März 1939 | DFK Aussig/Elbe | 5:1      | DSV Leitmeritz | Aussig |

### Bezirk Nord
1. Runde
|                | Ergebnis |                    |
| -------------- | -------- | ------------------ |
| BSK Gablonz    | 7:0      | DSV Böhmisch Leipa |
| DFK Niemes     | 1:4      | DFK Reichenberg    |
| Warnsdorfer FK | n/a A    | DSV Trautenau      |

2. Runde
|                                       | Ergebnis |                |
| ------------------------------------- | -------- | -------------- |
| BSK Gablonz                           | 2:2 B    | Warnsdorfer FK |
| DFK Reichenberg erhielte ein Freilos. |          |                |

Bezirksmeisterschaft
| Datum        |                 | Ergebnis |                | Ort         |
| ------------ | --------------- | -------- | -------------- | ----------- |
| 5. März 1939 | DFK Reichenberg | 0:5      | Warnsdorfer FK | Reichenberg |

### Bezirk West
1. Runde
|                                  | Ergebnis |                     |
| -------------------------------- | -------- | ------------------- |
| DSV Asch                         | 3:2      | DSV Eger            |
| DFC Graslitz                     | 3:1      | DSV Sparta Karlsbad |
| DFK Tachau erhielte ein Freilos. |          |                     |

2. Runde
|                                    | Ergebnis |            |
| ---------------------------------- | -------- | ---------- |
| DSV Asch                           | 2:1      | DFK Tachau |
| DFC Graslitz erhielte ein Freilos. |          |            |

Bezirksmeisterschaft
| Datum        |          | Ergebnis |              | Ort  |
| ------------ | -------- | -------- | ------------ | ---- |
| 5. März 1939 | DSV Asch | 2:5      | DFC Graslitz | Asch |

## Gaumeisterschaft

### Halbfinale
|                                                | Ergebnis |                                               |
| ---------------------------------------------- | -------- | --------------------------------------------- |
| Teplitzer FK (Sieger Bezirk Nordwest Gruppe I) | 5:3      | DFC Graslitz (Sieger Bezirk West)             |
| Warnsdorfer FK (Sieger Bezirk Nord)            | 8:1      | DFK Aussig (Sieger Bezirk Nordwest Gruppe II) |

### Finale
|                | Ergebnis |              |
| -------------- | -------- | ------------ |
| Warnsdorfer FK | 4:0      | Teplitzer FK |